# Plan d'eau du parc de Peyre
Le plan d'eau du parc de Peyre est un étang artificiel d'une superficie de 9 hectares situé sur la commune de Labouheyre, dans le département français des Landes.

## Présentation
L'étang est composé de deux pièces d'eau communiquant entre elles par un chenal, l'une de 7 hectares et l'autre d'environ 2 hectares. Il est alimenté uniquement par la nappe phréatique, son niveau d'eau varie donc en fonction de celle-ci. Sa profondeur moyenne est d'environ 2 mètres avec un maximum compris entre 3 et 4 mètres. Son émissaire est le ruisseau du parc de Naou.

### Historique
Sa création est le résultat du creusement d'une carrière de sable lors de travaux sur la route nationale 10 au milieu des années 1990. Il est la propriété de la commune, rattaché à son domaine privé.

### Activités
Une plage est aménagée sur les bords du grand étang et une zone de baignade surveillée est mise en place pendant la période estivale.
Le plan d'eau a également une vocation de pêche sportive. Les espèces de poissons présentes sont :
- poissons blancs : gardons, tanches, rotengles
- poissons carnassiers : perches noires, perches communes
- réservoir pêche à la mouche : truite arc-en-ciel[1]

Les techniques de pêche autorisées sont :
- la pêche au lancer aux leurres : tout type de leurres (souples et durs)
- la pêche à la mouche fouettée : tout type de mouche artificielle (sèche, nymphe, streamer, etc.)[1]

## Galerie

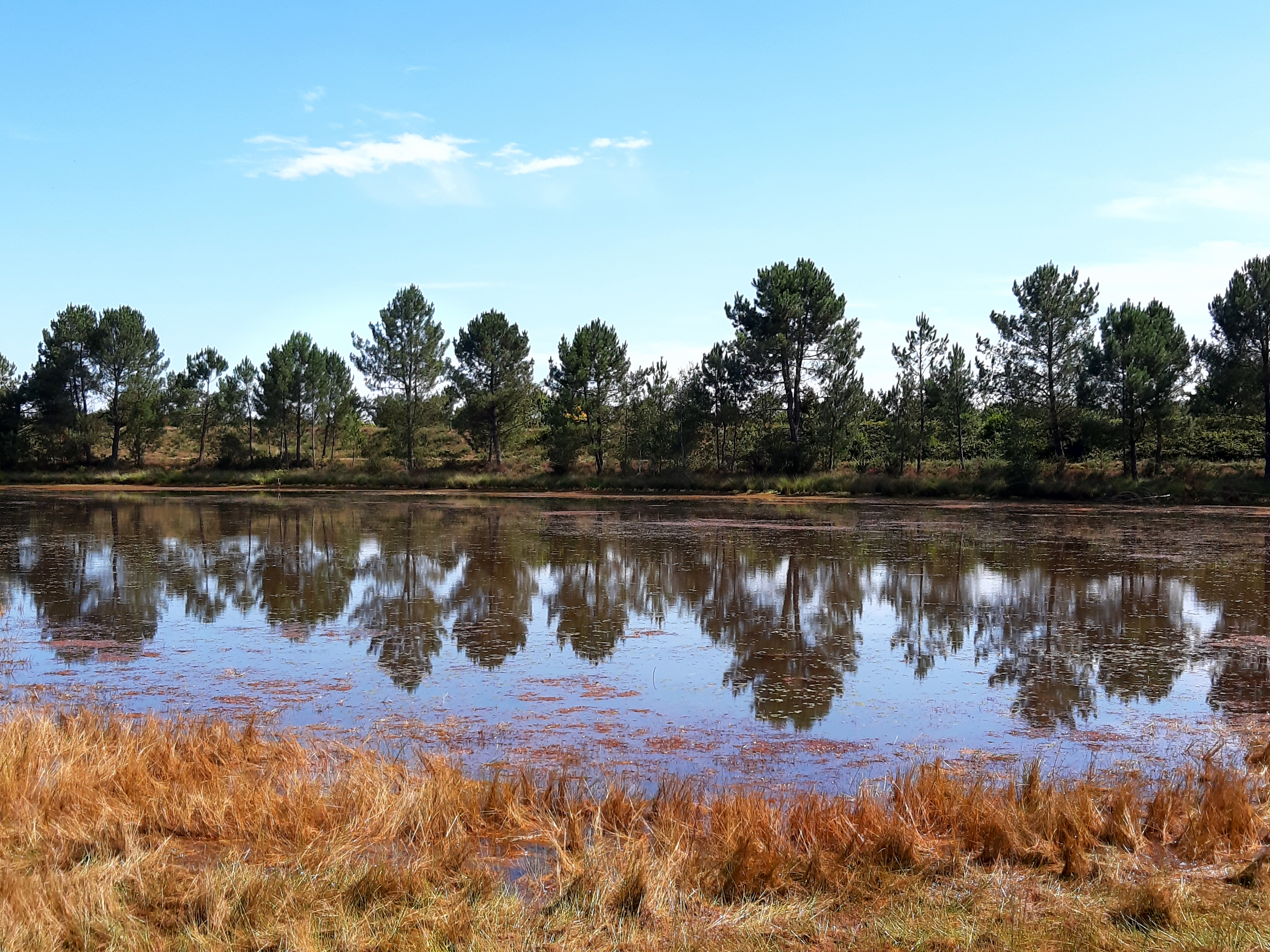
Le petit lac
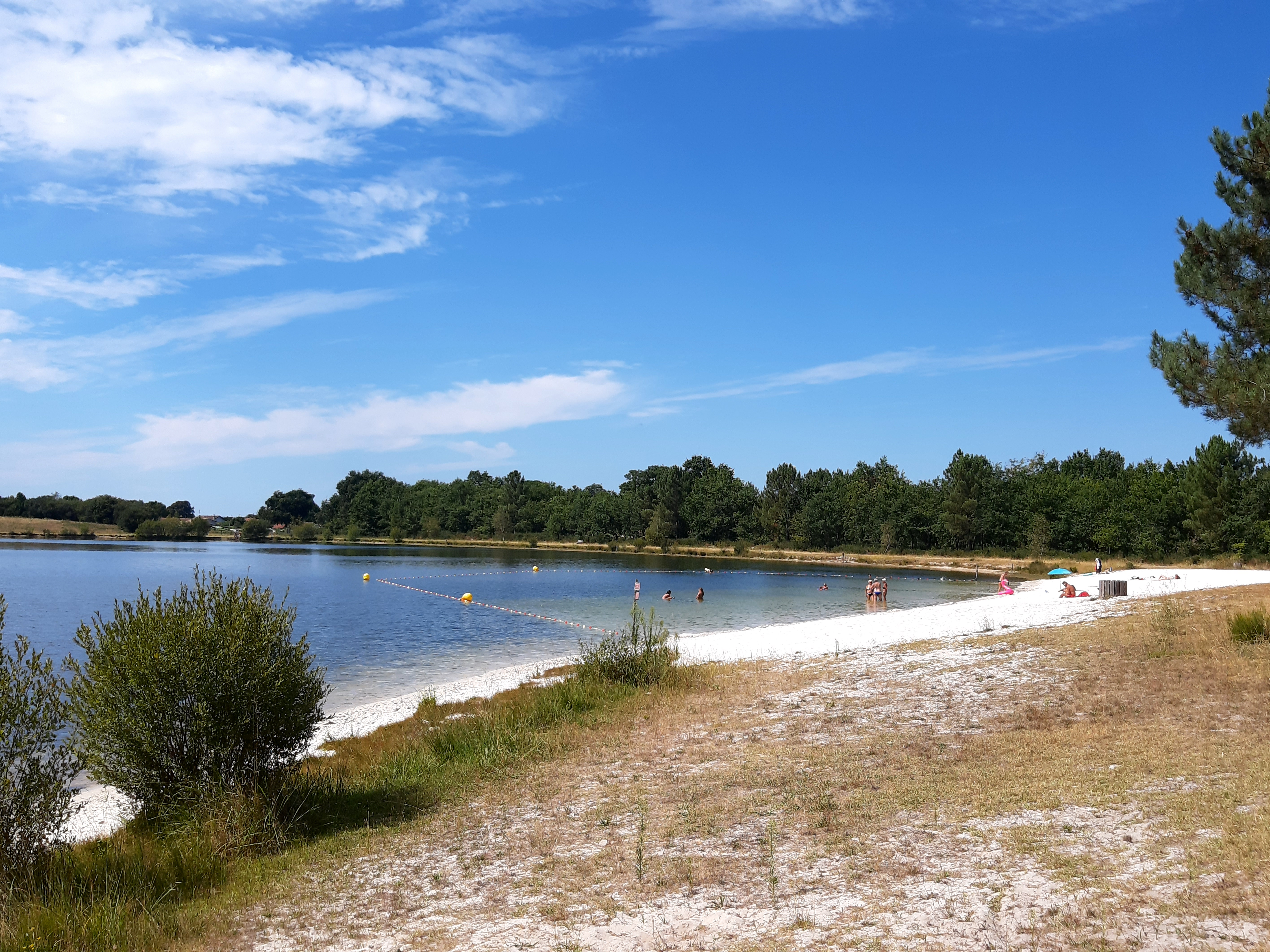
Zone de baignade surveillée sur la plage du grand lac

## Classement
Le plan d'eau est une réserve de pêche.